# Matthew Karwalski
Matthew Karwalski (* 3. Dezember 1985 in Wagga Wagga) ist ein ehemaliger australischer Squashspieler.

## Karriere
Matthew Karwalski begann seine professionelle Karriere im Jahr 2007 und gewann vier Turniere auf der PSA World Tour. Seine höchste Platzierung in der Weltrangliste erreichte er mit Rang 49 im Dezember 2013. Bei der Einzel-Weltmeisterschaft zog er 2013 nach erfolgreicher Qualifikation und einem Erstrundensieg über Mohammed Ali Anwar Reda erstmals in die zweite Runde ein. Mit der australischen Nationalmannschaft nahm er an der Weltmeisterschaft 2013 teil. Im Vorfeld der Commonwealth Games 2014 sorgte er für eine Kontroverse, als er seine Teilnahme vor Gericht erstritt und der bereits angereiste Zac Alexander die Mannschaft wieder verlassen musste.

## Erfolge
- Gewonnene PSA-Titel: 4